# 太上老君說常清靜經
太上老君說常清靜經，又名《清靜經》或《常清靜經》，作者不詳，收入《正統道藏》洞神部本文類。道教稱太上老君西遊崑崙山之時，為西王母說常清靜經，經仙人轉傳傳授，葛玄筆錄而傳世。學者推斷此經出於六朝或唐代，葛仙翁、左玄真人、正一真人之題記，當為依託者所題。從内容文字來看，此經似乎深受大乘佛教的中觀哲學和初唐重玄學的影響。
本經篇幅短小不足四百字，教人靜心清神、遣欲入静、得性悟道，被道教視為修煉性功的法寶，乃道人日常诵习的功课之一。

## 題解
太上老君，以老子為原型演變而來的道教神明。道教奉《道德真經》為至道妙言，敬太上老君為「無上大道」的化身，常分身救世、教化帝王。
常，指恆久、經常、常住。《易·繫辭》：「動靜有常，剛柔斷矣」。《常清靜經》：「常應常靜，常清靜矣」。
清靜，指意境不煩擾，清心寡欲，無為和靜，為修煉内丹术的基本原則。《清和真人北遊語錄》：「無為自得，是謂真清靜，聖賢與之也」。《真仙直指語錄》：「清靜者，清謂清其心源，靜謂靜其氣海。心源清則外物不能撓，性定而神明；氣海靜則邪欲不能作，精全而腹實」。
道書或作清「淨」，與「清靜」意略別。《道教義樞》：「慧心明鑑，謂之清；智體無疵，故稱淨。《本際經》云：無染無穢，是名清淨」。

## 內容

### 簡介
《清靜經》分上下兩章，上章言好清靜則得道，下章說勿貪求而沉苦海。
經文中所載述的心法，有三個層次。首先，人必須澄心遣慾以致清靜，因此對心、形、物三者，唯見於空。其次，「觀空亦空，空無所空；所空既無，無無亦無；無無既無，湛然常寂」，進入空有不異、不即不離的中觀見地，得到諸法清靜、常應常靜的「常清靜」。最後，降本流末，助化眾生，學習「大道無形，生育天地；大道無情，運行日月；大道無名，長養萬物」的無限充實與動力，達到「人能常清靜，天地悉皆歸」的證悟。

### 全文
老君曰：大道無形，生育天地；大道無情，運行日月；大道無名，長養萬物。吾不知其名，強名曰道。夫道者，有清有濁，有動有靜。天清地濁，天動地靜，男清女濁，男動女靜。降本流末，而生萬物。清者濁之源，動者靜之基。人能常清靜，天地悉皆歸。夫人神好清而心擾之，人心好靜而欲牽之。常能遣其欲而心自靜，澄其心而神自清，自然六欲不生，三毒消滅。所以不能者，為心未澄、欲未遣也。
能遣之者，內觀其心，心無其心；外觀其形，形無其形；遠觀其物，物無其物。三者既悟，唯見於空。觀空亦空，空無所空。所空既無，無無亦無。無無既無，湛然常寂。寂無所寂，慾豈能生？慾既不生，即是真靜。真常應物，真常得性。常清常靜，常清靜矣。如此清靜，漸入真道。既入真道，名為得道。雖名得道，實無所得。為化眾生，名為得道。能悟道者，可傳聖道。
老君曰：上士無爭，下士好爭；上德不德，下德執德。執著之者，不名道德。眾生所以不得真道者，為有妄心。既有妄心，即驚其神。既驚其神，即著萬物。既著萬物，即生貪求。既生貪求，即是煩惱。煩惱妄想，憂苦身心，便遭濁辱，流浪生死，常沉苦海，永失真道。真常之道，悟者自得。得悟道者，常清靜矣。

## 注解
- （唐）杜光庭，太上老君說常清靜經註
- （金）劉通微，太上老君說常清靜經頌注
- （金）侯善淵，太上老君說常清靜經註
- （元）李道純，太上老君說常清靜經注
- （元）無名氏，太上老君說常清靜經註
- （元）王元暉，太上老君說常清靜經註（依白玉蟾分章本）
- （元）王玠(王道渊)，太上老君說常清靜纂圖解注
- （清）八洞仙祖，太上老君說常清靜真經（收於道藏輯要）
- （清）水精子，太上老君清靜經圖注
- 《太上老君清静心经》（收入《雲笈七籤》卷十七，《道藏》太清部）
- 蕭登福，《清靜經今註今譯》，2004年，九陽道善堂
- 王卡，《新譯道門觀心經》，2009年，三民書局
- 林安梧經解、譯註、白話翻譯，《太上老君說常清靜經》，2015年，道教總廟三清宮

## 評價
本經為全真道所重視。全真教祖碑稱：「重陽子王先生也，其教名之曰全真。屏去妄幻，獨全其真者，神仙也...先生勸人誦道德、清靜經、般若心經及孝經，云可以修證」。丘長春的高足尹志平認為：「道人雖未能廣學，《陰符》、《道德》、《清靜》三經，又豈可不學」。
宋代黃震《黃氏日抄》说：「後世有偽為道書者，曰《常清淨經》；有偽為佛書者，曰《般若經》；千變萬化，皆不出反常一語，初非異事，乃雷同語耳」。

## 外部連結
- 蕭登福：《清靜經今註今譯·導讀》（页面存档备份，存于）